# Jíline (Crimea)
|  | Per a altres significats, vegeu «Jílino». |

Jíline (en (ucraïnès): Жилине) és un poble de la República Autònoma de Crimea a Ucraïna, que el 2014 tenia 426 habitants. Pertany al districte rural de Djankoi. Fins al 1948 la vila es deia Djadrà-Borlak.